# Cordera vivo
Cordera vivo, es el primer álbum en vivo del cantautor argentino de rock, Gustavo Cordera junto a su banda La Caravana Mágica. Este material es un CD más DVD, que fue registrado con entrevistas a Cordera, en junio de 2014, en un show en La Trastienda, junto a Abel Pintos como invitado especial. El material fue presentado oficialmente el 14 de octubre del mismo año, con varios conciertos en el Estadio Luna Park en noviembre de 2014.
Los primeros cortes de difusión de este material, fueron las canciones «Agua de río» y «Remamos».

## Lista de canciones
| N.º | Título                                     | Duración |  |
| 1.  | «Me la juego a morir»                      | 05:07    |  |
| 2.  | «Tenete fe»                                | 03:08    |  |
| 3.  | «Canción para mi cabeza»                   | 04:33    |  |
| 4.  | «La caravana se siente»                    | 04:16    |  |
| 5.  | «Ansiedad de buscar»                       | 04:49    |  |
| 6.  | «Hablándote»                               | 04:33    |  |
| 7.  | «No es que sea viejo (con Mex Urtizberea)» | 05:13    |  |
| 8.  | «Estoy real (con Calle 13)»                | 05:51    |  |
| 9.  | «Remamos»                                  | 03:27    |  |
| 10. | «Agua de río»                              | 06:07    |  |
| 11. | «El lisiadito»                             | 04:28    |  |
| 12. | «Asalto de cumbia»                         | 06:02    |  |
| 13. | «La bomba loca»                            | 05:44    |  |
| 14. | «Iridiscencia (solo DVD)»                  | 03:04    |  |
| 15. | «Soy mi soberano»                          | 06:28    |  |

### Canciones Que Quedaron Fuera del Álbum
- Un Pacto (con Abel Pintos) (5:31)
- Madre Hay Una Sola (4:02)
- La Soledad (5:30)
- Mi Caramelo (4:16)
- Sencillamente (3:45)
- Otra Sudestada (5:21)

## Integrantes
- Gustavo Cordera, voz y guitarra
- Stella Céspedes, voz y percusión
- Lele Perdomo, guitarras eléctricas, acústicas y voz
- Chacho Píriz, guitarras acústicas y voz
- Schubert Rodríguez, teclados, acordeón y voz
- Licina Picón, voz y teclados
- Pepe Oreggioni, bajo, guitarra acústica, ukelele y voz
- Emiliano Pérez Saavedra, batería y percusión